# Zani Dembele
Pas d'image ? Cliquez ici

a Compétitions nationales et continentales officielles uniquement.

b Matchs officiels uniquement.
Dernière mise à jour le 6 septembre 2021.
Zani Dembele est un joueur germano-burkinabé de rugby à XV. Il joue actuellement au poste d'ailier au Beauvais RC en Fédérale 1. 

## Biographie
Né au Burkina Faso, il arrive à Sarrebruck en Allemagne à l'âge de 7 ans. Il découvre le rugby via un tournoi interscolaire, et est orienté par son enseignant vers le club de l'US Forbach. Rapidement repéré, il intègre les sélections jeunes d'Alsace-Lorraine, avant de compléter sa formation au sein du pôle espoir de Dijon. Il finit ainsi par intégrer les équipes de France des moins de 16 ans et moins de 18 ans.
En 2016, il intègre l'académie du Racing 92, au sein de laquelle il reste trois saisons. En 2018 il choisit finalement de représenter l'Allemagne, et décroche sa première sélection face à la Géorgie. Il ne jouera que quelques minutes lors de ce match, se blessant au peroné. Après son passage au Racing, il rejoint l'académie du Castres olympique. 
Blessé à l'épaule, il jouera peu avec Castres, mais participe néanmoins au Supersevens 2020, étant lui même un joueur régulier de l'équipe d'Allemagne de rugby à sept. Se retrouvant sans club, il rejoint le CS Beaune en Fédérale 1, après avoir notamment échangé avec Karim Qadiri. L'année suivante, il s'engage en faveur du Beauvais RC, toujours au même niveau .
En 2022, il arrête le rugby à XV et se concentre sur le VII, obtenant le statut de soldat sportif (de). Il participe notamment au tournoi de Toulouse 2023, étape des World Rugby Sevens Series. À l'aube de la saison 2023/2024, s'il est toujours inclus dans la sélection nationale à VII, il n'a néanmoins plus son statut de sportif olympique professionnel.

## Statistiques

### En club
| 2020-2021 | CS Beaune | 4 | 0 |
| 2020-2021 | Total     | 4 | 0 |

### En sélection
| Année | Compétition   | Matchs | Points | Essais | Transf. | Drops | Pénal. |
| ----- | ------------- | ------ | ------ | ------ | ------- | ----- | ------ |
| 2018  | REC 2018      | 1      | -      | -      | -       | -     | -      |
| 2021  | RET 2021-2022 | 1      | 5      | 1      | -       | -     | -      |
| Total | Total         | 2      | 5      | 1      | -       | -     | -      |

| Essai | Adversaire | Lieu                            | Compétition   | Date            | Résultat | Score |
| ----- | ---------- | ------------------------------- | ------------- | --------------- | -------- | ----- |
| 1     | Lituanie   | Rugby Academy Stadium, Šiauliai | RET 2021-2022 | 30 octobre 2021 | Victoire | 16-46 |